# 埃克托·柏辽兹
路易-艾克托·白遼士（法語：Hector Louis Berlioz，1803年12月11日—1869年3月8日），法国浪漫主义作曲家、指挥家与音乐评论家，被誉为“标题音乐之父”、“现代管弦乐之父”。以1830年写的《幻想交响曲》闻名。

## 生平

### 早年经历
白遼士的父亲是一名医生，他亦早年学医，1821年赴巴黎入医科学校，在他的自传中曾有描写，说自己看到医学院中解剖课上和标本室裡的恐怖景象而放弃学医（可能是晕血症）。白遼士少年时曾学习长笛和竖笛，后来学习过吉他的最基本技术，但他却从来没有学习过钢琴，这在著名作曲家中是非常少见的，他和另一位不善钢琴的伟大作曲家瓦格纳一样擅长指挥以及配器。
1822年白遼士申请进入巴黎音乐学院学习，同时期开始创作歌剧，他早期最重要的作品是1824年的《庄严弥撒》，虽然曾在1825年和1827年上演，却只为他带来了巨额债务，他后来声称销毁了总谱，实际上总谱1991年在比利时的安特卫普被重新发现。

### 音乐学习和罗马大奖
1826年白遼士进入巴黎音乐学院正式开始音乐学习，师从3年前已经开始为他私人授课的作曲家勒絮尔，1828年完成学业，其间三次竞争罗马大奖，仅在1828年获得第二奖，直至1830年第四次参加，才以康塔塔《沙达纳帕之死》获得罗马大奖。有趣的是，他1827年和1829年竞争罗马大奖失败的两部作品名字分别是《奥菲欧之死》和《克利奥帕特拉之死》。

### 幻想交响曲
1830年的前5个月，白遼士创作了一生中最著名的作品《幻想交响曲》，副标题是「一个艺术家生涯中的插曲」，当年12月5日首演。这是一部自传性质的标题音乐作品，描写了他对于1827年观看莎士比亚戏剧时爱上的女主角扮演者哈麗艾特·史密森小姐的爱情，以及随之而来的甜蜜，沮丧，绝望，乃至类似于服用某些致幻药物后产生的幻觉，曲中出现诸如巫魔会等场景。李斯特极其喜爱这部作品，并将其改编为钢琴曲，而孟德爾頌对这部作品则评价甚低。幻想交响曲引入了「固定乐念」的概念，以一个音型来代表一个人物事物，被认为是瓦格纳的「主导动机」的先驱。《幻想交响曲》是李斯特，柴可夫斯基，马勒，理查德·施特劳斯等浪漫主义作曲家的标题交响曲和交响诗的榜样，被认为是确立19世纪浪漫主义音乐风格最重要的作品。
这一年法国发生七月革命，推翻了保守的查理十世，拥戴自由主义份子奥尔良公爵当政，推行了一系列自由主义政策，法国社会风气大变。

## 作品反响
白遼士的经济状况在1838年前一直很糟糕，虽然也有获得罗马大奖，以及受法国政府邀约创作《纪念亡灵大弥撒》（安魂曲）这样的肯定，但是他的大部分作品并没有为他带来足够的收入。他不得不靠撰写大量的音乐评论来增加收入，尽管他本人表示对这项工作很厌恶，而且他评论的大多数作品也没有很大的价值，但是他的音乐评论却极为精彩。直到1838年帕格尼尼为《哈罗尔德在意大利》赠予白遼士两万金法郎（实际上帕格尼尼从未亲自演出过这部作品），白遼士才一定程度上摆脱了贫困。白遼士的作品在他生前在法国一直得不到应有的重视，戏剧康塔塔《浮士德的天譴》1846年在巴黎首演失败，《感恩赞》创作出来后五年无人问津，他极其重视的《特洛伊人》几经修改，甚至为了避免结构过于庞大不被接受，而被他拆分成两个部分之后，仍然在1863年上演第二部分后遭到了失败。与此形成鲜明对照的是，白遼士在国外受到多得多的重视，特别是李斯特和瓦格纳的崇拜以及对他的创作的研究和发展。白遼士终身保持着与门德尔松，舒曼，李斯特，瓦格纳，帕格尼尼的私人友谊。

## 创作风格和影响
白遼士生前经常被批评为情感泛滥，乐曲效果过于嘈杂，事实上今天看来，正是白遼士开发了管弦乐团的丰富表现力，他把配器法提高到了一门艺术的高度。在《透視旋律》一書中，他曾說明配器法的重要性：「顏色之於繪畫，就正是配器法之於音樂。」虽然在白遼士去世一百年之后，人们仍然主要关注他创作中“浪漫主义”的部分，甚至他的崇拜者如李斯特，瓦格纳，也主要关注的是他风格中超前于时代的戏剧性力量，天马行空的想象力和乐队丰富的表现力，事实上，白遼士的创作受古典主义的影响非常深，他的作品曲式严谨，即使长如歌剧《特洛伊人》（五幕，全本演出近五个小时），仍然保持着紧凑的结构和呼应。20世纪60年代末至今，音乐学者们和指挥家们不断地指出，在白遼士丰满华丽的音响当中，永远不缺少典雅纯正的旋律和对于强大的戏剧性力量的控制，白遼士的风格充满诗意，他极富创造力，大大改革了管弦乐作品的创作方式以及管弦乐队的编制和表现力，他的作品具有贝多芬式的辽阔刚健的气魄，复调写作技巧精熟，当然，最引人注目的还有他极其出色的配器法，
白遼士对浪漫主义音乐影响深远，他的《幻想交响曲》指明了浪漫主义标题音乐的创作道路，可以说是后来的标题交响曲和交响诗的样板；白遼士喜欢从著名的文学作品中汲取灵感，这也契合并影响着当时音乐家对于选材的偏好，他的管弦乐序曲《李尔王》，戏剧交响曲《罗密欧与朱丽叶》，喜歌剧《比阿特丽丝和本尼迪克》取材于莎士比亚的剧作，戏剧康塔塔《浮士德的劫罚》的灵感来自歌德，管弦乐序曲《海盗》，中提琴和乐队作品《哈罗尔德在意大利》取材于拜伦的作品，歌剧《特洛伊人》根据维吉尔的史诗《埃涅阿斯纪》自撰脚本等等；白遼士写了一本经典著作《配器法》，被称为是这门艺术的第一本和最重要的一本专著；除了在音乐创作上的成就之外，白遼士也创作散文和音乐评论，并且受到广泛的称赞，他著有自传，如他在自传中所说，就如同一本小说一样曲折精彩，不过虽然他的经历的确非常丰富，他在写自传的时候也常有夸大之处。

### 交響曲的特色
- 幾乎都是標題音樂（每一樂章都有標題）
- 許多作品都有加入聲樂
- 有固定樂思（idee fixes）的作曲手法
- 不使用「第X號交響曲」等編號取名

## 作品節選

### 管弦樂曲
- 1830年：《幻想交響曲》（Symphonie fantastique），作品14
- 1831年：《李爾王》（Le roi Lear），為管弦樂隊所作的序曲
- 1834年：《哈罗尔德在意大利》（Harold en Italie），以中提琴為主音的標題交響樂，有人歸類為中提琴協奏曲。
- 1839年：《羅密歐與茱麗葉》（Roméo et Juliette），為女中音、男高音、男低音、合唱團和管弦樂團所作的交響樂。
- 1840年：《葬禮及凱旋大交響曲（英语：Grande symphonie funèbre et triomphale）》（Grande Symphonie funèbre et triomphale）
- 1841年：《夢幻隨想曲》（Rêverie et caprice），為小提琴和管弦樂隊所作的浪漫曲
- 1843至1844年：《罗马狂欢节》（Le Carnaval romain），序曲

### 歌劇及舞台作品
- 1834年–1837年：《本韋努托·切利尼》（Benvenuto Cellini）
- 1846年：《浮士德的天譴》（La damnation de Faust），傳奇音樂戲劇，原設定為演奏會音樂，有人把其分類歸屬交響曲。
- 1856年–1858年：《特洛伊人》（Les Troyens）
- 1860年–1862年：《比阿特丽丝和本尼迪克》（Béatrice et Bénédict）

### 合唱曲／獨唱曲
- 1824年：《庄严弥撒》（Messe solennelle）
- 1827年：《萊利歐》（Lélio, ou Le retour à la vie）
- 1827年：《奥菲欧之死》（La Mort d’Orphée）
- 1828年：《艾米尼亞》（Herminie），康塔塔
- 1829年：《克利奥帕特拉之死》（La Mort de Cléopâtre）
- 1830年：《沙达纳帕之死》（Sardanapale）
- 1831年–1835年：《五月初五》（Le 5 mai），悼拿破崙皇帝駕崩之合唱曲
- 1837年：《纪念亡灵大弥撒》或《安魂曲》（Grande Messe des morts ou Requiem）
- 1840年–1841年：《夏夜之歌》（Les Nuits d’été）
- 1849年–1851年：《傷感之歌》（Tristia）
- 1850年–1854年：《基督的童年》（L'enfance du Christ），宗教三部曲
- 1849年–1855年：《感恩赞》（Te Deum）

## 个人生活
1832年12月，白遼士与哈里特·史密森小姐会面，10个月后两人结婚，1842年分居。白遼士在1854年哈里特去世后与同居13年的歌唱家玛丽·雷奇奥结婚。1862年玛丽也先于白遼士去世，1867年他与哈里特所生的儿子在哈瓦那服役期间死去，再次打击白遼士以至使他精神崩溃，他烧毁了自己的大部分手稿和收藏品，只保留了门德尔松赠送给他的指挥棒和一把帕格尼尼送给他的吉他。最终他在1869年去世，葬在巴黎蒙马特公墓他的两个妻子身旁。